# Fortune Faded
Fortune Faded is een nummer van het compilatiealbum Greatest Hits van de Red Hot Chili Peppers. In december 2003 werd het uitgebracht als single. Net als Save The Population was het een lied dat nog niet eerder was uitgekomen, maar toch uiteindelijk werd opgenomen in de Greatest Hits-cd.
"Fortune Faded" werd eerst enkele malen live gespeeld op concerten in Europa in augustus 2001, voordat er een studioversie werd opgenomen. Deze studioversie werd echter weggelaten uit het album By The Way (2002). De B-kant, "Bunker Hill", is een song die opgenomen werd voor Californication (1999), maar ook de uiteindelijke tracklist niet haalde.